# سیارک ۱۴۵۷۶۸
سیارک ۱۴۵۷۶۸ (به انگلیسی: 145768 Petiska، نامگذاری:1997PT2) صد و چهل و پنج هزار و هفتصد و شصت و هشتمین سیارک کشف شده‌است که در ۱۲ اوت ۱۹۹۷ کشف شد.